# آلوین راگنار گرت
آلوین راگنار گرت (انگلیسی: Ragnar Garrett؛ ۱۲ فوریه ۱۹۰۰ – ۴ نوامبر ۱۹۷۷) فرد نظامی اهل استرالیا بود. وی همچنین برندهٔ جوایزی همچون نشان امپراتوری بریتانیا و نشان حمام شده‌است.